# 2001年世界水泳選手権
2001年世界水泳選手権（2001ねんせかいすいえいせんしゅけん）は、2001年7月16日から同年7月29日まで福岡市博多区のマリンメッセ福岡を中心に行われた第9回世界水泳選手権である。

## 概要
アジアで初めて開催された世界水泳選手権である。世界で初めて常設ではなく、日本のオートバイメーカー・ヤマハ発動機が制作した50m公認プールを仮設して行われた。
競泳とシンクロナイズドスイミングはマリンメッセ福岡、飛込競技は福岡県立総合プール、男子水球は博多の森センターコート、女子水球は福岡市立総合西市民プール、オープンウォータースイミングは百道浜で行われた。
この大会からオリンピックでは行われない、男子800m自由形と女子1500m自由形、自由形以外の50mが正式種目になった。
大会テーマ曲は、B'zの「ultra soul」だった。終了間際では「GOLD」も使用された。
大会マスコットは河童をモチーフに作られた「ぱちゃぽ」で、大会終了後も日本水泳連盟のマスコットとして引き続き使用されている。

## 競技結果

### 競泳

#### 男子
| 種目           | 金                                                                                   | 金                | 銀 | 銀         | 銅 | 銅         |
| -------------- | ------------------------------------------------------------------------------------ | ----------------- | --- | ---------- | --- | ---------- |
| 自由形         |                                                                                      |                   | |            | |            |
| 50m            | アンソニー・アービン アメリカ合衆国                                                  | 22秒09            | ピーター・ファン・デン・ホーヘンバンド オランダ                                                                          | 22秒16     | ローランド・スクーマン 南アフリカ共和国 山野井智広 日本                                                        | 22秒18     |
| 100m           | アンソニー・アービン アメリカ合衆国                                                  | 48秒33 大会新     | ピーター・ファン・デン・ホーヘンバンド オランダ                                                                          | 48秒43     | ラーシュ・フレランダー · スウェーデン                                                                          | 48秒79     |
| 200m           | イアン・ソープ オーストラリア                                                        | 1分44秒06 世界新  | ピーター・ファン・デン・ホーヘンバンド オランダ                                                                          | 1分45秒81  | クリート・ケラー アメリカ合衆国                                                                                | 1分47秒10  |
| 400m           | イアン・ソープ オーストラリア                                                        | 3分40秒17 世界新  | グラント・ハケット オーストラリア                                                                                        | 3分42秒51  | エミリアノ・ブレンビラ イタリア                                                                                | 3分45秒11  |
| 800m           | イアン・ソープ オーストラリア                                                        | 7分39秒16 世界新  | グラント・ハケット オーストラリア                                                                                        | 7分40秒34  | グレーム・スミス イギリス                                                                                      | 7分51秒12  |
| 1500m          | グラント・ハケット オーストラリア                                                    | 14分34秒56 世界新 | グレーム・スミス イギリス                                                                                                | 14分58秒94 | アレクセイ・フィリペッツ ロシア                                                                                | 15分01秒43 |
| 背泳ぎ         |                                                                                      |                   | |            | |            |
| 50m            | ランドル・バル アメリカ合衆国                                                        | 25秒34            | トーマス・ルプラト ドイツ                                                                                                | 25秒44     | マット・ウェルス オーストラリア                                                                                | 25秒49     |
| 100m           | マット・ウェルス オーストラリア                                                      | 54秒31 大会新     | オルン・アルナルソン アイスランド                                                                                        | 54秒75     | シュテファン・ドリーセン ドイツ                                                                                | 54秒91     |
| 200m           | アーロン・ピアソル アメリカ合衆国                                                    | 1分57秒13 大会新  | マルクス・ローガン · オーストリア                                                                                        | 1分58秒07  | オルン・アルナルソン アイスランド                                                                              | 1分58秒37  |
| 平泳ぎ         |                                                                                      |                   | |            | |            |
| 50m            | オレグ・リソゴル · ウクライナ                                                        | 27秒52 大会新     | ロマン・スロードノフ ロシア                                                                                              | 27秒60     | ドメニコ・フィオラバンティ イタリア                                                                            | 27秒72     |
| 100m           | ロマン・スロードノフ ロシア                                                          | 1分00秒16         | ドメニコ・フィオラバンティ イタリア                                                                                      | 1分00秒47  | エド・モーゼス アメリカ合衆国                                                                                  | 1分00秒61  |
| 200m           | ブレンダン・ハンセン アメリカ合衆国                                                  | 2分10秒69 大会新  | マクシム・ポドプリゴラ · オーストリア                                                                                    | 2分11秒09  | 北島康介 日本                                                                                                  | 2分11秒21  |
| バタフライ     |                                                                                      |                   | |            | |            |
| 50m            | ジェフ・ヒューギル オーストラリア                                                    | 23秒50            | ラーシュ・フレランダー · スウェーデン                                                                                    | 23秒57     | マーク・フォスター イギリス                                                                                    | 23秒62     |
| 100m           | ラーシュ・フレランダー · スウェーデン                                                | 52秒10 大会新     | イアン・クロッカー アメリカ合衆国                                                                                        | 52秒25     | ジェフ・ヒューギル オーストラリア                                                                              | 52秒36     |
| 200m           | マイケル・フェルプス アメリカ合衆国                                                  | 1分54秒58 世界新  | トム・マルチョー アメリカ合衆国                                                                                          | 1分55秒28  | アナトリ・ポリアコフ ロシア                                                                                    | 1分55秒68  |
| 個人メドレー   |                                                                                      |                   | |            | |            |
| 200m           | マッシミリアーノ・ロソリーノ イタリア                                                | 1分59秒71         | トム・ウィルケンズ アメリカ合衆国                                                                                        | 2分00秒73  | ジャスティン・ノリス オーストラリア                                                                            | 2分00秒91  |
| 400m           | アレッシオ・ボジャット イタリア                                                      | 4分13秒15         | エリック・ベント アメリカ合衆国                                                                                          | 4分15秒36  | トム・ウィルケンズ アメリカ合衆国                                                                              | 4分15秒94  |
| フリーリレー   |                                                                                      |                   | |            | |            |
| 4×100m         | マイケル・クリム アシュリー・ケラス テッド・ピアソン イアン・ソープ オーストラリア   | 3分14秒10 大会新  | マルク・フェーンス ヨハン・ケンクハイス クラース＝エリック・ツウェリンク ピーター・ファン・デン・ホーヘンバンド オランダ | 3分14秒56  | シュテファン・ヘルプスト トルステン・シュパンネベルク ラルス・コンラッド スベン・ロジェウスキ ドイツ           | 3分17秒52  |
| 4×200m         | グラント・ハケット マイケル・クリム ビル・カービー イアン・ソープ オーストラリア     | 7分04秒66 世界新  | エミリアノ・ブレンビラ マッテオ・ペリッチャーリ アンドレア・ベカリー マッシミリアーノ・ロソリーノ イタリア               | 7分10秒86  | スコット・ゴールドブラット ネイト・デューシング チャド・カルヴァン クリート・ケラー アメリカ合衆国             | 7分13秒69  |
| メドレーリレー |                                                                                      |                   | |            | |            |
| 4×100m         | マット・ウェルス リーガン・ハリソン ジェフ・ヒューギル イアン・ソープ オーストラリア | 3分35秒35 大会新  | シュテフェン・ドリーゼン イェンス・クルッパ トーマス・ルプラト トルステン・シュパンネベルク ドイツ                       | 3分36秒34  | ウラディスラフ・アミノフ ドミトリー・コモルニコフ ウラディスラフ・クリコフ ドミトリー・チェルヌイチェフ ロシア | 3分37秒77  |

#### 女子
| 種目           | 金                                                                                         | 金                | 銀 | 銀         | 銅                                              | 銅         |
| -------------- | ------------------------------------------------------------------------------------------ | ----------------- | --- | ---------- | ----------------------------------------------- | ---------- |
| 自由形         |                                                                                            |                   | |            |                                                 |            |
| 50m            | インヘ・デブルーイン オランダ                                                              | 24秒47            | テレーズ・アルシャマー · スウェーデン | 24秒88     | サンドラ・フォルカー ドイツ                     | 24秒96     |
| 100m           | インヘ・デブルーイン オランダ                                                              | 54秒18            | カトリン・マイスナー ドイツ | 55秒07     | サンドラ・フォルカー ドイツ                     | 55秒11     |
| 200m           | ジャーン・ルーニー オーストラリア                                                          | 1分58秒57         | 楊雨 中国 | 1分58秒78  | カメリア・ポテク · ルーマニア                   | 1分58秒85  |
| 400m           | ヤナ・クロチコワ · ウクライナ                                                              | 4分07秒30         | クラウディア・ポル コスタリカ | 4分09秒15  | ハナ・シュトックバウアー ドイツ                 | 4分09秒36  |
| 800m           | ハナ・シュトックバウアー ドイツ                                                            | 8分24秒66         | ダイアナ・ムンツ アメリカ合衆国 | 8分28秒84  | ケイトリン・サンデノ アメリカ合衆国             | 8分31秒45  |
| 1500m          | ハナ・シュトックバウアー ドイツ                                                            | 16分01秒02 大会新 | フラビア・リガモンティ スイス | 16分05秒99 | ダイアナ・ムンツ アメリカ合衆国                 | 16分07秒05 |
| 背泳ぎ         |                                                                                            |                   | |            |                                                 |            |
| 50m            | ヘイリー・コープ アメリカ合衆国                                                            | 28秒51            | アンテ・ブッシュシュルテ ドイツ | 28秒53     | ナタリー・コーグリン アメリカ合衆国             | 28秒54     |
| 100m           | ナタリー・コーグリン アメリカ合衆国                                                        | 1分00秒37         | ディアナ・モカヌ · ルーマニア | 1分00秒68  | アンテ・ブッシュシュルテ ドイツ                 | 1分01秒42  |
| 200m           | ディアナ・モカヌ · ルーマニア                                                              | 2分09秒94         | スタニスラワ・コマロワ ロシア | 2分10秒43  | ジョアンナ・ファーガス イギリス                 | 2分11秒05  |
| 平泳ぎ         |                                                                                            |                   | |            |                                                 |            |
| 50m            | 羅雪娟 中国                                                                                | 30秒84 大会新     | クリスティ・コワル アメリカ合衆国 | 31秒37     | ゾエ・ベーカー イギリス                         | 31秒40     |
| 100m           | 羅雪娟 中国                                                                                | 1分07秒18 大会新  | リーゼル・ジョーンズ オーストラリア | 1分07秒96  | アグネス・コバチ · ハンガリー                   | 1分08秒50  |
| 200m           | アグネス・コバチ · ハンガリー                                                              | 2分24秒90 大会新  | 斉輝 中国 | 2分25秒09  | 羅雪娟 中国                                     | 2分25秒29  |
| バタフライ     |                                                                                            |                   | |            |                                                 |            |
| 50m            | インヘ・デブルーイン オランダ                                                              | 25秒90 大会新     | テレーズ・アルシャマー · スウェーデン | 26秒18     | アンナ＝カリン・キャンメルリング · スウェーデン | 26秒45     |
| 100m           | ペトリア・トーマス オーストラリア                                                          | 58秒27 大会新     | オティリア・イェジェイチャク ポーランド | 58秒72     | 大西順子 日本                                   | 58秒88     |
| 200m           | ペトリア・トーマス オーストラリア                                                          | 2分06秒73 大会新  | アニカ・メールホルン ドイツ | 2分06秒97  | ケイトリン・サンデノ アメリカ合衆国             | 2分08秒52  |
| 個人メドレー   |                                                                                            |                   | |            |                                                 |            |
| 200m           | マーサ・ボウイン アメリカ合衆国                                                            | 2分11秒93         | ヤナ・クロチコワ · ウクライナ | 2分12秒30  | 斉輝 中国                                       | 2分12秒46  |
| 400m           | ヤナ・クロチコワ · ウクライナ                                                              | 4分36秒98         | マーサ・ボウイン アメリカ合衆国 | 4分39秒06  | ベアトリス・カスラル · ルーマニア               | 4分39秒33  |
| フリーリレー   |                                                                                            |                   | |            |                                                 |            |
| 4x100m         | ペトラ・ダルマン アンテ・ブッシュシュルテ カトリン・マイスナー サンドラ・フォルカー ドイツ | 3分39秒58         | コリーン・レーン エリン・フェニックス マリッツァ・コレイア コートニー・シェリー アメリカ合衆国 アリソン・シェパード メラニー・マーシャル ロザリンド・ブレット カレン・ピカリング イギリス | 3分40秒80  |                                                 |            |
| 4x200m         | ニコラ・ジャクソン ジャニーン・ベルトン カレン・レッグ カレン・ピカリング イギリス         | 7分58秒69         | シルビア・サライ サラ・ハーストリック ハナ・シュトックバウアー マイケ・フライターク ドイツ                                                                                                | 8分01秒35  | 三田真希 萩原智子 永井奉子 山野井絵理 日本      | 8分02秒97  |
| メドレーリレー |                                                                                            |                   | |            |                                                 |            |
| 4x100m         | ダイアナ・カルブ リーゼル・ジョーンズ ペトリア・トーマス サラ・ライアン オーストラリア     | 4分01秒50 大会新  | ナタリー・コーグリン メーガン・クワン メリー・デシェンツァ エリン・フェニックス アメリカ合衆国                                                                                            | 4分01秒81  | 戦殊 羅雪娟 阮怡 徐妍瑋 中国                    | 4分02秒53  |

### 飛込競技
| 種目                   | 金                            | 金     | 銀                                                           | 銀     | 銅                                                         | 銅     |
| ---------------------- | ----------------------------- | ------ | ------------------------------------------------------------ | ------ | ---------------------------------------------------------- | ------ |
| 男子                   |                               |        |                                                              |        |                                                            |        |
| 1m 板飛び込み          | 王峰 中国                     | 444.03 | 王天凌 中国                                                  | 433.14 | アレクサンドル・ドブロスコク ロシア                        | 414.21 |
| 3m 板飛び込み          | ドミトリー・サウティン ロシア | 725.82 | 王天凌 中国                                                  | 717.27 | 寺内健 日本                                                | 712.38 |
| 10m 高飛び込み         | 田亮 中国                     | 688.77 | アレクサンダー・ディスパティエ カナダ                        | 670.95 | マシュー・ヘルム オーストラリア                            | 670.23 |
| 3m シンクロ板飛び込み  | 彭勃 王克楠 中国              | 342.63 | ヨエル・ロドリゲス フェルナンド・プラタス メキシコ           | 338.49 | アレクサンドル・ドブロスコク ドミトリー・サウティン ロシア | 335.19 |
| 10m シンクロ高飛び込み | 田亮 胡佳 中国                | 361.41 | エドゥアルド・ルエダ フェルナンド・プラタス メキシコ         | 336.63 | ロマン・ボロドコフ · アントン・ザハロフ · ウクライナ       | 336.06 |
| 女子                   |                               |        |                                                              |        |                                                            |        |
| 1m 板飛び込み          | ブライズ・ハートリー カナダ   | 300.81 | 呉敏霞 中国                                                  | 297.57 | 張晶 中国                                                  | 294.15 |
| 3m 板飛び込み          | 郭晶晶 中国                   | 596.67 | イリーナ・ラシュコ オーストラリア                            | 552.39 | ユリア・パハリナ ロシア                                    | 543.54 |
| 10m 高飛び込み         | 許冕 中国                     | 532.65 | 段青 中国                                                    | 522.54 | ラウディ・トゥアキー オーストラリア                        | 511.50 |
| 3m シンクロ板飛び込み  | 呉敏霞 郭晶晶 中国            | 347.31 | ユリア・パハリナ ベラ・イリナ ロシア                         | 320.61 | ディッテ・コツィアン コニー・シュマルフス ドイツ           | 303.03 |
| 10m シンクロ高飛び込み | 段青 桑雪 中国                | 329.94 | エフゲニア・オルシェフスカヤ スベトラナ・ティモシニナ ロシア | 306.90 | 宮嵜多紀理 大槻枝美 日本                                   | 297.00 |

### シンクロナイズドスイミング
| 種目       | 金                          | 金     | 銀                                                     | 銀     | 銅                                                   | 銅     |
| ---------- | --------------------------- | ------ | ------------------------------------------------------ | ------ | ---------------------------------------------------- | ------ |
| ソロ       | オルガ・ブルスニキナ ロシア | 99.434 | ヴィルジニー・デデュー フランス                        | 98.287 | 立花美哉 日本                                        | 97.870 |
| デュエット | 立花美哉 武田美保 日本      | 98.910 | アナスタシア・ダビドワ アナスタシア・エルマコワ ロシア | 98.390 | クレア・カーバーディアス ファニー・レトルノー カナダ | 96.704 |
| チーム     | ロシア                      | 98.917 | 日本                                                   | 98.083 | カナダ                                               | 97.453 |

### 水球
| 種目 | 金       | 銀             | 銅     |
| ---- | -------- | -------------- | ------ |
| 男子 | スペイン | ユーゴスラビア | ロシア |
| 女子 | イタリア | ハンガリー     | カナダ |

### オープンウォータースイミング
| 種目 | 金                                  | 金            | 銀                                  | 銀            | 銅                                | 銅            |
| ---- | ----------------------------------- | ------------- | ----------------------------------- | ------------- | --------------------------------- | ------------- |
| 男子 |                                     |               |                                     |               |                                   |               |
| 5km  | ルカ・バルディニ イタリア           | 55分37秒      | エフゲニー・ベズロウチェンコ ロシア | 56分31秒      | マルコ・フォルメンティニ イタリア | 55分42秒      |
| 10km | エフゲニー・ベズロウチェンコ ロシア | 2時間01分04秒 | ウラジーミル・ディヤチン ロシア     | 2時間01分04秒 | ファビオ・ベンチュリニ イタリア   | 2時間01分11秒 |
| 25km | ユーリー・クジノフ ロシア           | 5時間25分32秒 | ステファン・ゴメス フランス         | 5時間26分00秒 | ステファン・レカト フランス       | 5時間26分36秒 |
| 女子 |                                     |               |                                     |               |                                   |               |
| 5km  | ビオラ・バリ イタリア               | 1時間00分23秒 | ペギー・ビューシェ ドイツ           | 1時間00分49秒 | ヘイリー・ルイス オーストラリア   | 1時間00分52秒 |
| 10km | ペギー・ビューシェ ドイツ           | 2時間17分31秒 | イリーナ・アビソワ ロシア           | 2時間17分47秒 | エディト・ファンディイク オランダ | 2時間17分52秒 |
| 25km | ビオラ・バリ イタリア               | 5時間56分51秒 | エディト・ファンディイク オランダ   | 6時間00分36秒 | アンジェラ・マーラー ドイツ       | 6時間06分19秒 |

## 国別メダル受賞数
| 順   | 国・地域         | 金 | 銀 | 銅 | 計  |
| ---- | ---------------- | -- | -- | -- | --- |
| 1    | オーストラリア   | 13 | 4  | 6  | 25  |
| 2    | 中国             | 10 | 6  | 4  | 20  |
| 3    | アメリカ合衆国   | 9  | 9  | 8  | 26  |
| 4    | ロシア           | 6  | 8  | 7  | 21  |
| 5    | イタリア         | 6  | 2  | 4  | 12  |
| 6    | ドイツ           | 4  | 7  | 8  | 19  |
| 7    | オランダ         | 3  | 5  | 1  | 9   |
| 8    | ウクライナ       | 3  | 1  | 1  | 5   |
| 9    | スウェーデン     | 1  | 3  | 2  | 6   |
| 10   | イギリス         | 1  | 2  | 4  | 7   |
| 11   | 日本             | 1  | 1  | 7  | 9   |
| 12   | カナダ           | 1  | 1  | 3  | 5   |
| 13   | ルーマニア       | 1  | 1  | 2  | 4   |
| 14   | ハンガリー       | 1  | 1  | 1  | 3   |
| 15   | スペイン         | 1  | 0  | 0  | 1   |
| 16   | フランス         | 0  | 2  | 1  | 3   |
| 17   | オーストリア     | 0  | 2  | 0  | 2   |
| 17   | メキシコ         | 0  | 2  | 0  | 2   |
| 19   | アイスランド     | 0  | 1  | 1  | 2   |
| 20   | コスタリカ       | 0  | 1  | 0  | 1   |
| 20   | ポーランド       | 0  | 1  | 0  | 1   |
| 20   | スイス           | 0  | 1  | 0  | 1   |
| 20   | ユーゴスラビア   | 0  | 1  | 0  | 1   |
| 24   | 南アフリカ共和国 | 0  | 0  | 1  | 1   |
| 合計 | 合計             | 61 | 62 | 61 | 184 |

## 日本でのTV放送
- 日本国内におけるテレビ中継の放映権は以前までNHKが持っていたが、今大会ではテレビ朝日が獲得し、ANN系向けに放映された（一部の試合は、福井放送とテレビ宮崎でも放映された）。
- 準決勝・決勝は18:00から行われ、19:00から時差放送で中継された。
- 提供クレジットはCM明けではなく番組途中に提供コメントをせずスポンサー紹介している。途中の提供チェンジもする。(この体制は以後、現在も続いている。)
- 7月23日 - 7月27日は番組自体は21:24まで、21時台の通常番組ではなく、21:36から『ニュースステーション』を18分拡大・前倒しして放送した。
- 7月29日の大会最終日では第19回参議院議員通常選挙と重なった為、19:58から20:10まで『選挙ステーション2001』を放送、20:10から再び『世界水泳』、21:00に『選挙ステーション2001』を放送した。
- テレビ朝日の番宣CMでは3DCGキャラクターの速水亜矢（声 - 深田恭子）が挫折を乗り越えて大会出場を勝ち取るまでのストーリーが4部構成で展開された[1]。22年後に同じく福岡市で開催された第20回世界水泳では、亜矢の娘と言う設定で「世界初のバーチャルスイマー」を肩書とする速水永遠（声 - 橋本環奈）が起用されている[2]。

## 大会協賛社
- 日本コカ・コーラ（特別協賛）
- アリーナ、ヤマハ発動機、セイコー、三洋信販（公式協賛）
- 近畿日本ツーリスト、日本テレコム（公式協力）